# 青木陽菜
青木 陽菜（あおき ひな、2000年1月5日 - ）は、日本の女性声優。宮城県仙台市出身。響所属。

## 略歴
小さい頃は5歳くらいから高校3年生までクラシックピアノを習っており、歌も好きだった。
アニメに熱中したのは中学1年生か2年生の頃、流行していた『ラブライブ!』のアプリゲームが好きで、それをきっかけにアニメにも熱中していた。初めてアニメイトに行ったのも『ラブライブ!』がきっかけだったという。
高校生の頃から、業界の人物達が評価をくれることが好きで、オーディションを色々受けていた。「S・響・エースクルー合同オーディション2020」に合格し、2021年2月より立石凛と共に響に所属。当時はレッスンを受けさせてもらうようになり、2年間、宮城県から月に2回、東京都に通っていた。そのレッスンをきっかけに、声優、アニソンアーティストに興味を持つようになったという。

## 人物
大学では教育学部に所属する傍ら、声楽を専攻しており、ピアノやギターなどの楽器演奏も得意としており、BanG Dream! It's MyGO!!!!!に登場し、尚且つリアルバンドでも活動しているMyGO!!!!!のリードギターである要楽奈役で活動している。因みにエレキギターを弾く上で影響を受けたバンドはUNISON SQUARE GARDEN、the band apart、KANA-BOONなどで、『バンドリ！』に登場するバンドだと、Roselia、RAISE A SUILENといったけっこうゴリゴリ音が好みとのこと。また趣味として弾き語り、一人カラオケ、ライブ鑑賞を挙げている。
また、声楽を行う一方で中学校の教育実習の経験もある。もしまた大学に入るとしたら演劇を極める学部に入りたいといい、例として早稲田大学の文化構想学部を挙げていた。

## 出演
太字はメインキャラクター。

### テレビアニメ
- 組長娘と世話係（2022年）
- カードファイト!! ヴァンガード will+Dress（2023年、ハロナ・ウォーカー[10]） - 2シリーズ[一覧 1]
- BanG Dream! シリーズ（2023年 - 2025年、要楽奈[11][12]） - 2シリーズ[一覧 2]
- 聖者無双〜サラリーマン、異世界で生き残るために歩む道〜（2023年、冒険者）
- 君のことが大大大大大好きな100人の彼女（2025年、武羅木オ子）

### 劇場アニメ
- 劇場版アルゴナビス 流星のオブリガート（2021年、観客 他）[2]
- 劇場版 Re:STARS 〜未来へ繋ぐ2つのきらぼし〜（2023年、学園祭の司会）
- 劇場版 BanG Dream! It's MyGO!!!!!（2024年、要楽奈[13]） - 2部作[一覧 3]

### ゲーム
2021年
- 少女☆歌劇 レヴュースタァライト -Re LIVE-（2021年 - 2023年、高千穂ステラ）
- ロストディケイド（ニュンペー、ルシア）
- アリスフィクション（エウリュステウス）
- クッキーラン: キングダム
- アサルトリリィ Last Bullet（看護師）

2022年
- 小林さんちのメイドラゴン 炸裂!!ちょろゴン☆ブレス（敵キャラクター）
- ブラウンダスト（ルベベ）

2023年
- バンドリ！ガールズバンドパーティ！（2023年 - 2024年、要楽奈）
- GINKA（ハナ）
- 逆転オセロニア（リラ）

2025年
- PROGRESS ORDERS（ヴェロニカ）

### 舞台・朗読劇
2021年
- ありのままに生きろ。今（高橋千夏）

2022年
- 少女☆歌劇 レヴュースタァライト -The LIVE エーデル- Delight（高千穂ステラ）
- うみねこのなく頃に〜Stage of the golden Witch〜（右代宮朱志香）
- 少女☆歌劇 レヴュースタァライト -The STAGE 中等部- Regalia（高千穂ステラ）

2023年
- 少女☆歌劇 レヴュースタァライト -The STAGE 中等部- Rebellion（高千穂ステラ）
- うみねこのなく頃に〜Stage of the golden Witch〜Episode2（右代宮朱志香）

2024年
- うみねこのなく頃に〜Stage of the golden Witch〜Episode3（右代宮朱志香）
- 少女☆歌劇 レヴュースタァライト -The STAGE 中等部- Remains（高千穂ステラ）
- 少女☆歌劇 レヴュースタァライト -The LIVE 青嵐- Baby Blue（高千穂ステラ）

2025年
- Hyo-eeN！vol.8「Listen/Library V」（1月26日、シアターモリエール）
- 少女☆歌劇 レヴュースタァライト -Re LIVE- Reading Theatre 第五弾「あやかし見廻り浪漫譚」（高千穂ステラ）
- 少女☆歌劇 レヴュースタァライト -The STAGE 中等部- Rerise（高千穂ステラ）
- 成瀬は天下を取りにいく（島崎みゆき）

### ラジオ
※はインターネット配信。
- MyGO!!!!!の「迷子集会」（2023年 - 、YouTube※）
- しくふぇ放送局（2024年 - 、ラジオ大阪、OPENREC.tv※）

### その他コンテンツ
- 温泉むすめ（2023年 - 、玉名満美〈2代目〉[29]）

## ディスコグラフィ

### キャラクターソング
| 発売日   | 商品名                                          | 歌                                                                     | 楽曲                                                  | 備考                                                                      |
| 2022年   | 2022年                                          | 2022年                                                                 | 2022年                                                | 2022年                                                                    |
| -------- | ----------------------------------------------- | ---------------------------------------------------------------------- | ----------------------------------------------------- | ------------------------------------------------------------------------- |
| 4月20日  | Delight to me！【エーデル ver.】                | シークフェルト音楽学院中等部                                           | 「シークレット☆リトルスタァズ」                       | 舞台『少女☆歌劇 レヴュースタァライト -The LIVE エーデル- Delight』関連曲  |
| 10月12日 | Regalia -継承- /アフレぐ！〜Aufregendes leben〜 | シークフェルト音楽学院中等部                                           | 「Regalia -継承-」                                    | 舞台『少女☆歌劇 レヴュースタァライト -The STAGE 中等部- Regalia』主題歌   |
| 10月12日 | Regalia -継承- /アフレぐ！〜Aufregendes leben〜 | シークフェルト音楽学院中等部                                           | 「アフレぐ！〜Aufregendes leben〜」                   | 舞台『少女☆歌劇 レヴュースタァライト -The STAGE 中等部- Regalia』関連曲   |
| 2023年   |                                                 |                                                                        |                                                       |                                                                           |
| 6月7日   | Rebellion/ユメみロ                              | シークフェルト音楽学院中等部                                           | 「Rebellion」                                         | 舞台『少女☆歌劇 レヴュースタァライト -The STAGE 中等部- Rebellion』主題歌 |
| 6月7日   | Rebellion/ユメみロ                              | シークフェルト音楽学院中等部                                           | 「ユメみロ」                                          | 舞台『少女☆歌劇 レヴュースタァライト -The STAGE 中等部- Rebellion』関連曲 |
| 2024年   |                                                 |                                                                        |                                                       |                                                                           |
| 7月3日   | Remains/夢のプレリュード                        | シークフェルト音楽学院中等部                                           | 「Remains」                                           | 舞台『少女☆歌劇 レヴュースタァライト -The STAGE 中等部- Remains』主題歌   |
| 7月3日   | Remains/夢のプレリュード                        | シークフェルト音楽学院中等部                                           | 「夢のプレリュード」                                  | 舞台『少女☆歌劇 レヴュースタァライト -The STAGE 中等部- Remains』関連曲   |
| 12月25日 | Kleinod                                         | 大賀美詩呂（松澤可苑）・高千穂ステラ（青木陽菜）・小鳩良子（深川瑠華） | 「瞬くキズナ」                                        | 『少女☆歌劇 レヴュースタァライト』関連曲                                  |
| 12月25日 | Kleinod                                         | 小鳩良子（深川瑠華）・高千穂ステラ（青木陽菜）・海辺みんく（久家心）   | 「待ちきれないTeaParty」                              | 『少女☆歌劇 レヴュースタァライト』関連曲                                  |
| 12月25日 | Kleinod                                         | 高千穂ステラ（青木陽菜）・森保クイナ（佐當友莉亜）                     | 「butterfly」                                         | 『少女☆歌劇 レヴュースタァライト』関連曲                                  |
| 12月25日 | Kleinod                                         | シークフェルト音楽学院中等部                                           | 「憧れた空からの眺め」                                | 『少女☆歌劇 レヴュースタァライト』関連曲                                  |
| 2025年   |                                                 |                                                                        |                                                       |                                                                           |
| 6月4日   | Rerise                                          | シークフェルト音楽学院中等部                                           | 「Rerise」                                            | 舞台『少女☆歌劇 レヴュースタァライト -The STAGE 中等部- Rerise』主題歌    |
| 6月4日   | Rerise                                          | シークフェルト音楽学院中等部                                           | 「真夏の夜の恋騒ぎ」 「Let's call me little prince!」 | 舞台『少女☆歌劇 レヴュースタァライト -The STAGE 中等部- Rerise』関連曲    |

### シリーズ一覧
1. ↑  Season2（2023年）、Season3（2023年）
2. ↑  『It's MyGO!!!!!』（2023年）、『Ave Mujica』（2025年）
3. ↑  『前編：春の陽だまり、迷い猫』（2024年）、『後編：うたう、僕らになれるうた & FILM LIVE』（2024年）

### ユニットメンバー
1. 1 2 3 4 5  高千穂ステラ（青木陽菜）、大賀美詩呂（松澤可苑）、小鳩良子（深川瑠華）、海辺みんく（久家心）、森保クイナ（佐當友莉亜）